# Лопаточная машина

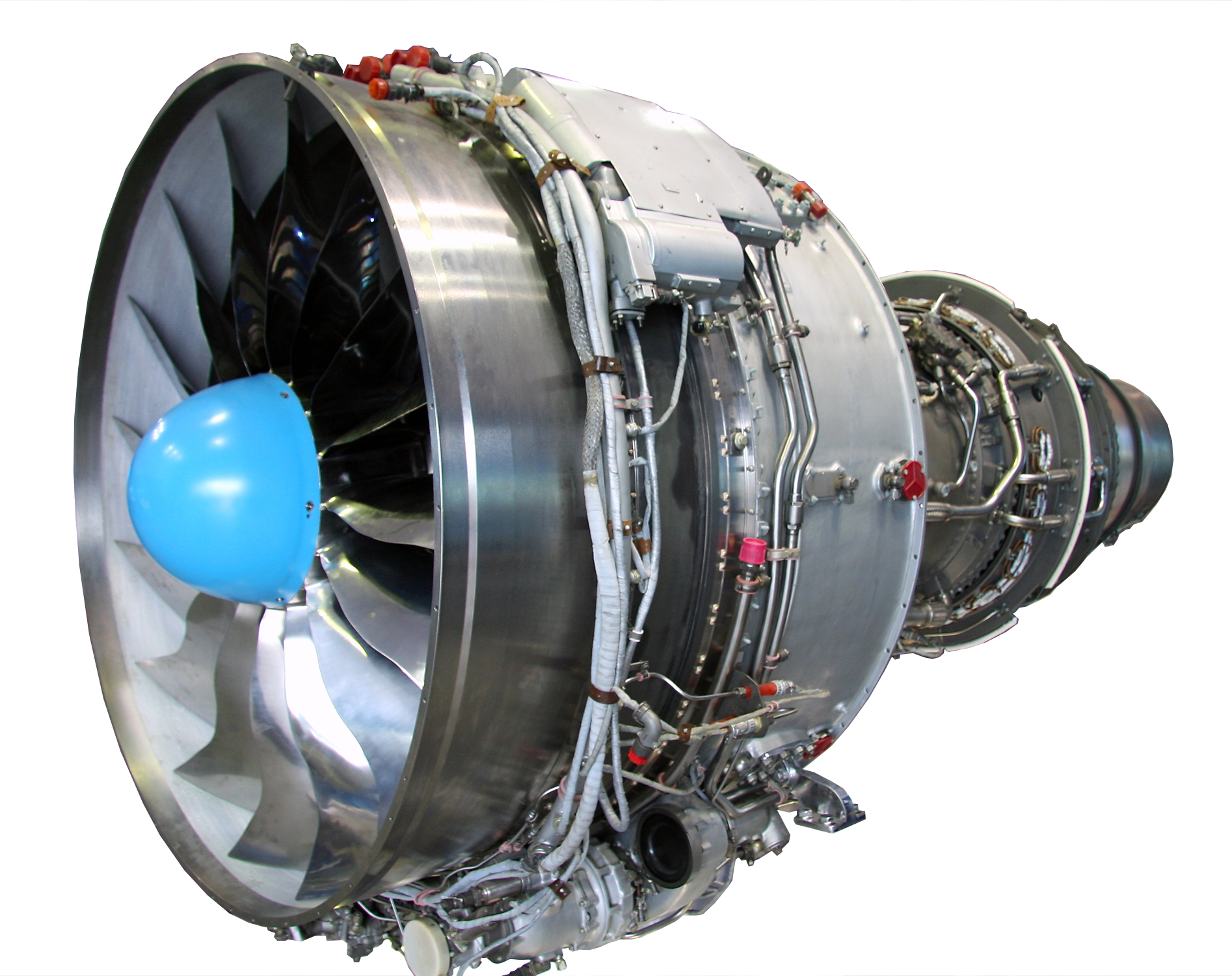
Вентилятор авиационного двигателя — пример осевой машины

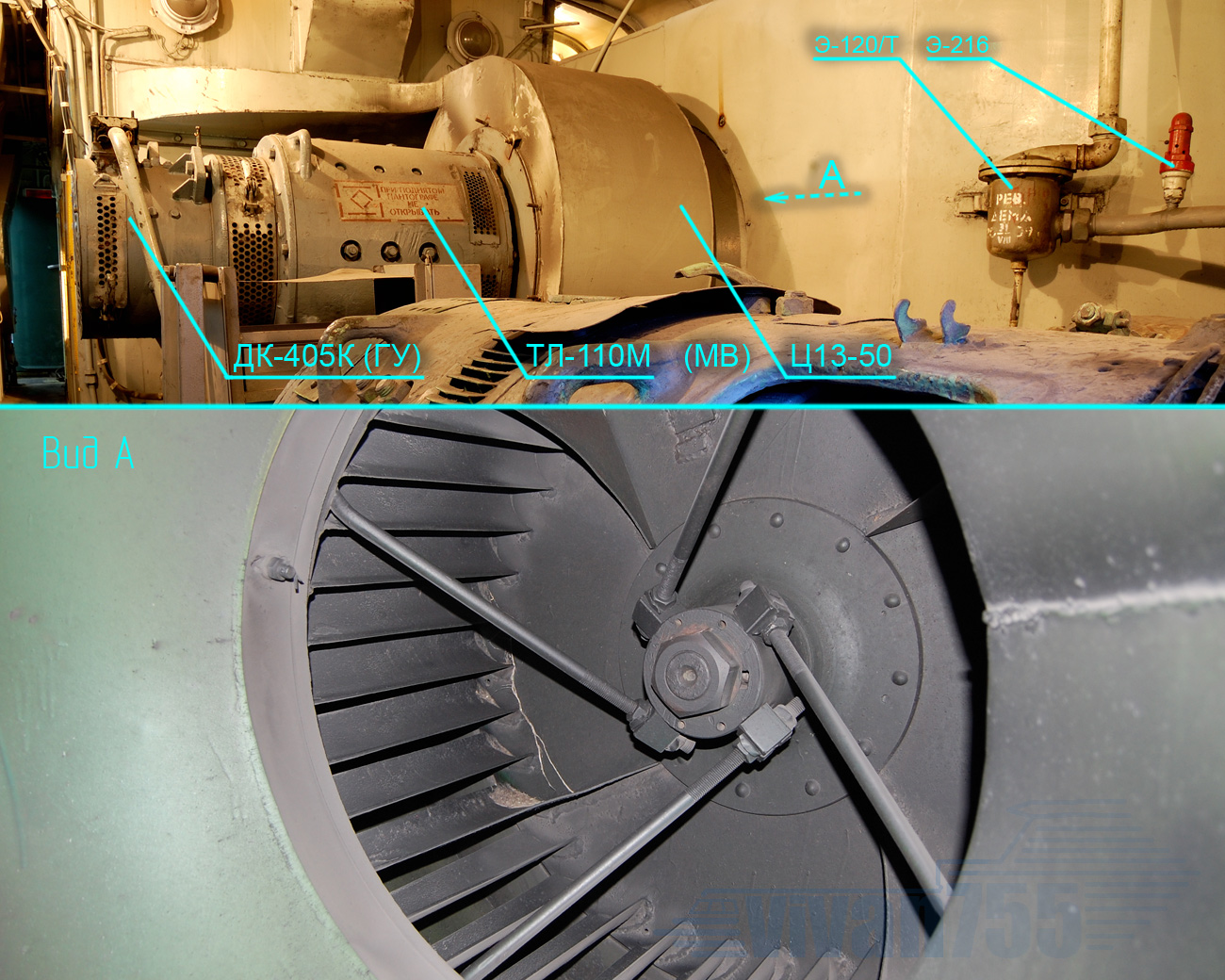
Вентилятор Ц13-50 электровоза ВЛ10 — центробежная машина

Лопаточная машина — поточная машина динамического действия, работающая с жидкостью либо газом. Рабочий процесс в лопаточных машинах происходит в результате движения рабочего тела через системы неподвижных каналов и межлопаточных каналов вращающихся колёс. Особенности лопаточных машин — периодическая стационарность рабочего процесса, большие скорости движения рабочего тела, зачастую меньшее количество подвижных частей по сравнению с объëмными, то есть гидростатическими машинами (в которых сжатие, либо совершение работы за счёт расширения совершается за счёт изменения объёма рабочей камеры или пространства между роторами). Лопаточные машины имеют высокий КПД за счёт меньшего количества узлов трения по сравнению с машинами объёмного действия, но давление за лопастным компрессором или насосом существенно сильнее зависит от массового расхода, чем у объёмного (например, поршневого или винтового).  
Лопаточные машины  служат для преобразования кинетической энергии рабочего тела (жидкости или газа) в механическую мощность на валу машины, либо наоборот — для превращения мощности внешнего двигателя в кинетическую энергию рабочего тела. В первом случае лопаточная машина называется турбиной (турбодетандером). Во втором — насосом, либо водяным (гребным) винтом (в случае жидкого рабочего тела), либо компрессором, нагнетателем, вентилятором, воздушным винтом (в случае, если рабочее тело — газ).
По направлению потока рабочего тела лопаточные машины делятся на:
- осевые (аксиальные) — в которых рабочее тело движется параллельно оси вращения;
- центробежные (радиальные) — в них поток поступает в осевом направлении, под действием центробежных сил разворачивается и движется в радиальном направлении.[2]

Как следует из названия, лопаточная машина состоит из лопастных элементов (лопаток, лопастей), закреплённых на втулке. Каждая лопатка представляет собой аэродинамический профиль. Преобразование энергии происходит в результате обтекания рабочим телом лопатки. Согласно закону Бернулли на лопатке образуется разность давлений. Эта разность давлений приводит к появлению на каждой лопасти аэродинамических или гидродинамических сил.